# Aron Wolff Berlijn
Aron Wolff Berlijn (Amsterdam, 1817 – 1870) fou un compositor i escriptor musical neerlandès.
Fou deixeble de B. Roch, amb el que estudià el piano i el violí, i d'en Louis Erik, amb el que va aprendre harmonia i composició. Una volta adquirits aquelles ensenyances es traslladà a Alemanya, on el tracte amb diversos distingits músics i compositors cèlebres, entre ells Louis Spohr, li fou de gran profit, i el mateix Spohr trobà el jove compositor un intèrpret de les seves composicions i un amic afable que li prodigà bons consells.
El 1847 fou nomenat director d'orquestra en el teatre d'Amsterdam, encara que en honor de la veritat no desenvolupà les funcions d'aquest càrrec amb la seriositat que mereixien i que convenia al seu talent, en ser ensems director d'altres societats i trobar-se molt sol·licitat com a professor de música. A més es dedicava als treballs de composició i de crítica musical, i quan morí ja portava publicades més de 200 obres, deixant uns 300 manuscrits, en parts incompletes, revelant en totes elles al compositor expert i fecund, de gràcia i d'una profunda ciència de l'harmonia.
Les obres de Wolff abasten tots els gèneres, i consisteixen en Òperes, Operetes, Obertures, Salms, Cantates, Oratoris, Sonates, Fragments per a piano i violí i instruments de vent. Cançons, Cors, etc.i com a escriptor es donà conèixer amb gran mèrit pel seu Assaig històric sobre la música i els músics dels Països Baixos.
Fou condecorat amb vuit medalles d'or del Mèrit civil, concedides per sobirans de diverses corts d'Europa.